# جاروم
جاروم (انگلیسی: Djarum) شرکت دخانیات اندونزیایی است، که در سال ۱۹۵۱ تأسیس شد.